# Баско, Видаль
Видаль Баско Мамани (исп. Vidal Basco Mamani; род. 8 февраля 1996, Soracachi, Оруро) — боливийский легкоатлет, специалист по бегу на длинные дистанции. Выступал на профессиональном уровне в 2015—2022 годах, чемпион Боливарианских игр, призёр Южноамериканских игр и чемпионатов Южной Америки, действующий рекордсмен страны в нескольких дисциплинах.

## Биография
Видаль Баско родился 8 февраля 1996 года в муниципалитете Соракачи департамента Оруро, Боливия.
Впервые заявил о себе в лёгкой атлетике на международном уровне в сезоне 2015 года, когда вошёл в состав боливийской сборной и выступил на юниорском панамериканском первенстве в Эдмонтоне, где стал четвёртым в беге на 5000 метров и вторым в беге на 10 000 метров.
В 2016 году на молодёжном южноамериканском первенстве в Лиме в тех же дисциплинах финишировал четвёртым и третьим соответственно.
В 2017 году на чемпионате Южной Америки в Асунсьоне занял пятое место в дисциплине 5000 метров, тогда как в дисциплине 10 000 метров сошёл с дистанции. На Боливарианских играх в Санта-Марте стал шестым в беге на 5000 метров, а в беге на 10 000 метров так же не финишировал.
В 2018 году на домашних Южноамериканских играх в Кочабамбе выиграл серебряную медаль на дистанции 5000 метров. На молодёжном южноамериканском первенстве в Куэнке получил серебро в дисциплине 5000 метров и завоевал золото в дисциплине 10 000 метров.
На чемпионате Южной Америки 2019 года в Лиме стал четвёртым в беге на 5000 метров, установив при этом ныне действующий рекорд Боливии — 13:57.80, в то время как в беге на 10 000 метров с результатом 28:52.32 взял бронзу. Позднее на Панамериканских играх в Лиме с ныне действующим национальным рекордом 28:34.37 пришёл к финишу четвёртым.
В 2021 году выиграл зимний чемпионат Боливии в беге на 3000 метров и летний чемпионат Боливии в беге на 5000 метров. На южноамериканском чемпионате в Гуаякиле был в 5000-метровой дисциплине шестым.
В 2022 году финишировал пятым в беге на 1500 метров на чемпионате Южной Америки в помещении в Кочабамбе, с национальным рекордом 8:52.18 занял девятое место в беге на 3000 метров с препятствиями на иберо-американском чемпионате в Ла-Нусии, завоевал серебряную и золотую награды на дистанциях 5000 и 10 000 метров на Боливарианских играх в Вальедупаре. На Южноамериканских играх в Асунсьоне финишировал пятым в дисциплине 5000 метров и сошёл с дистанции в дисциплине 10 000 метров. Также в этом сезоне установил рекорд Боливии на Перуанском полумарафоне в Лиме — 1:02:50, отметился победой в полумарафоне в рамках Медельинского марафона в Колумбии.
В июле 2023 года Баско уличили в нарушении антидопинговых правил — его проба показала наличие запрещённого вещества кленбутерола. В итоге спортсмена отстранили от участия в соревнованиях сроком на 4 года.